# Chapadão do Lageado
Chapadão do Lageado là một đô thị thuộc bang Santa Catarina, Brasil. Đô thị này có diện tích 124,472 km², dân số năm 2007 là 2749 người, mật độ 20,4 người/km².